# Сольці (авіабаза)
Сольці — авіабаза в Новгородській області РФ, побудована в 1951 році неподалік від міста Сольці. До 2011 на авіабазі базувались літаки 840-го авіаполку 22-ї авіадивізії ВПС РФ. Після розформування полку авіабаза, яка має найдовшу в регіоні злітно-посадкову смугу, використовується для тренувань військової авіації.
Також аеродром Сольці використовується для приймання урядових бортів під час візитів до Новгорода вищих посадових осіб країни.
23 червня 2007 року на авіабазі Сольці відбулося освячення літака Ту-95МС 184-го важкого бомбардувального авіаполку (Енгельс), який отримав ім'я «Великий Новгород».

## Російсько-українська війна
Влітку 2023 на аеродромі базувались дальні бомбардувальники Ту-22М3 які використовувались для ракетних ударів по Україні.
19 серпня 2023, приблизно о 10 ранку, внаслідок атаки безпілотника на авіабазі спалахнула пожежа та було спалено як мінімум один літак Ту22М3. Факт атаки та пошкодження літака підтвердили місцевий губернатор та Міністерство оборони РФ. Наступного дня, 20 серпня 2023 року, було поширене фото одного Ту-22М3 повністю охопленого вогнем, з уже знищеним центропланом.